# جورج جي. سومنر
جورج جي. سومنر (بالإنجليزية: George G. Sumner)‏ هو محامي وسياسي أمريكي، ولد في 14 يناير 1841 في الولايات المتحدة، وتوفي في 20 سبتمبر 1906. حزبياً، نشط في الحزب الديمقراطي. وقد انتخب عضو مجلس ولاية كونيتيكت وانتخب عضو مجلس نواب كونيتيكت.